# 臺北表演藝術中心
臺北表演藝術中心（英語：Taipei Performing Arts Center）簡稱北藝、北藝中心，是位於臺北市士林區由臺北市政府監督的行政法人機構，為臺北市專業文化展演設施，基地位於劍潭士林夜市舊址，佔地約2公頃。
工程自2012年動工，原計畫於2014年完成主體工程、2015年試營運。2016年承包商理成營造倒閉停工，後續工程重新發包後於2021年完工。2022年3月11日試營運至5月15日。
2022年7月2日正式開幕，首檔節目為明華園戲劇總團的《東海鍾離》。

## 设计規劃

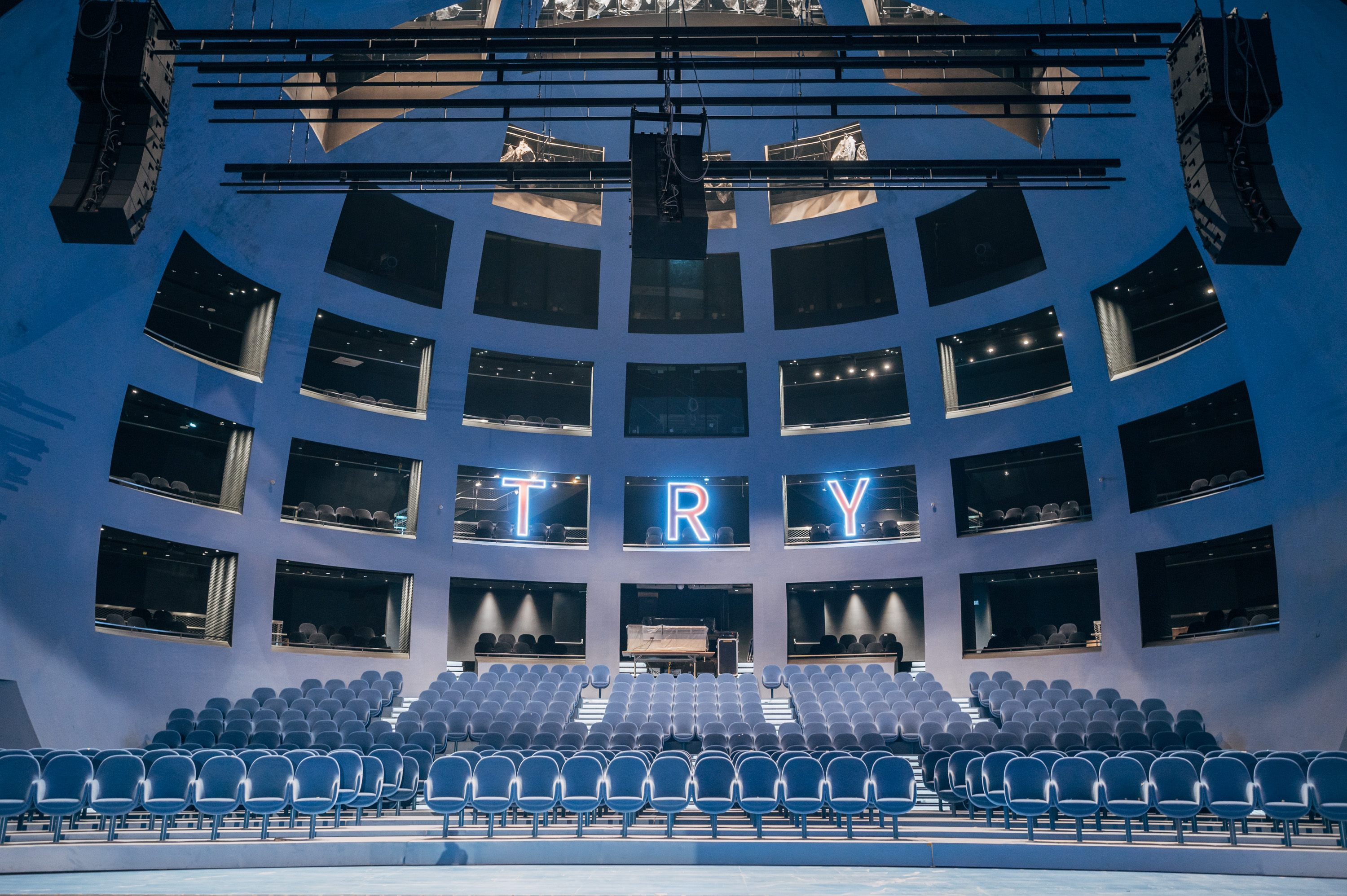
臺北表演藝術中心球劇場內部

臺北表演藝術中心是一座地下1層、地上12層高、外表新穎的特殊建築物。建築主體外牆的帷幕牆系統由S波浪玻璃組成，三個劇場的外牆則採用平面鋁板和弧形鋁板，隔震系統也是非常重要的設計之一，採用新穎的基礎隔震系統。本建築包含一座1500席之大劇院、一座800席的球形鏡框式劇場（球劇場），及500席的多形式中型劇場（藍盒子），最大特色為三座劇場平時可獨立運作；若需大型演出，可將大劇院及藍盒子連通組合成可容納約2000席、長65公尺、寬18公尺的「超級大劇院」。地下一層有89組隔震裝置，提供汽車停車格200格、機車停車格353格。

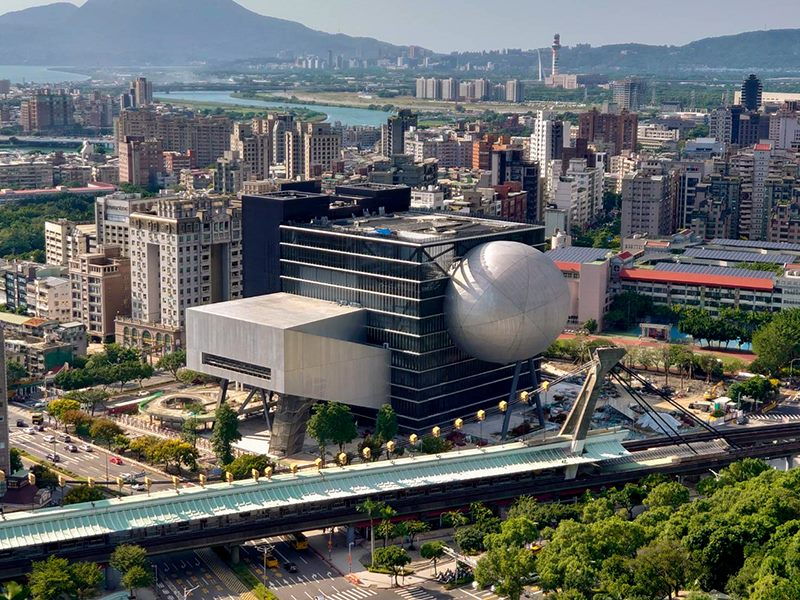
台北表演藝術中心空拍

## 工程进度
2008年，臺北藝術中心建築設計經國際競圖決定，由雷姆·庫哈斯創立的大都會建築事務所及姚仁喜所帶領的大元聯合建築師事務所團隊勝出，建築工程由臺北市政府文化局主辦、臺北市政府捷運工程局東區工程處代辦、理成營造施工。競圖勝出後，建築設計由大都會建築事務所的雷姆·庫哈斯和大衛·希艾萊特率領。2012年，士林臨時市場拆除。2012年2月16日，臺北藝術中心建築工程正式動工。
2013年10月13日，臺北市政府文化局宣布，資深劇場舞臺設計師王孟超於本年9月擔任臺北藝術中心籌備主任，任期三年。2014年8月27日，臺北藝術中心上樑典禮。2014年12月25日柯文哲市府上任後，臺北藝術中心改名為臺北表演藝術中心。2015年10月6日，臺北市市長柯文哲視察臺北表演藝術中心建築工地，但此时工程进度已經严重落后，原定进度65%、实际进度只有50%。2016年4月，台北市政府捷运工程局局长周禮良遞交辭呈，他解释，他原本计划只做一年局长、到2015年12月25日就结束，但因臺北表演藝術中心建築工程進度落後而留下來繼續監督，最近工程進度經有起色，遂提出辭呈。2016年5月，由迪化溫水游泳池活化而成的臺北試演場（臺北市大同區延平北路四段200號）啟用，延伸成為臺北表演藝術中心的劇場後台。
2016年11月10日，理成營造宣布倒閉，理成營造董事長衣治凡發給員工的公開信表示，「因北藝中心工程已經超過我們施工專業範疇與財力負擔能力，在收入與支出無法合理平衡下，造成今天我們發生跳票的不堪結束」，理成營造將透過法律程序聲請破產。同日，臺北市政府捷運工程局表示，臺北表演藝術中心建築工程進度已經達73.82%，捷運工程局獲知理成營造跳票之後已經封鎖工地大門，管控工地人員車輛只出不進，並依契約規定扣留理成營造應得的工程款及履約保證金等。
2017年8月9日，台北市政府捷運工程局表示，臺北表演藝術中心建築工程經臺北市政府委託第三方公證單位進行鑑定並處理善後，將未完成部分重新發包，並考量颱風季節及防汛期影響，決定採分標發包方式辦理：第一標外牆工程於2017年7月13日完成重新發包，由雙喜營造得標，並於2017年7月28日簽約、8月9日重新開工，包括外牆帷幕（含波浪型玻璃）、防水、圬工及需配合外牆施作等部份機電工程，預計2018年10月份完工。2018年4月10日，王孟超表示，臺北表演藝術中心建築工程原本預定2017年10月完工，但因內部裝修工程尚未標出，預計2020年12月完工，2021年2月14日試營運。
2018年7月，臺北表演藝術中心內部裝潢工程由安倉營造、泰創工程及旭冠機電等共同承攬；2018年9月裝潢工程復工，2021年6月30日竣工。

## 争议
2013年5月1日，民主進步黨臺北市議員林世宗質疑，臺北藝術中心設計費高達新臺幣5.7億元、占總經費比例11.8%，2012年風光動工，本年3月臺北市政府文化局還向臺北市議會提案追加預算新臺幣6.2億元、使總經費墊高到新臺幣59.9億元；臺北藝術中心僅有地下一層停車場，提供汽車停車格200格及機車停車格353格，難滿足三、四千人參觀民眾及工作人員需求，更製造周邊交通紊亂，他要求開挖地下二層以增加停車空間。臺北市政府文化局回應，臺北藝術中心追加預算新臺幣6.2億元，是因應基地實際地質狀況增加開挖及基礎隔震系統，增設綠建築帷幕波浪玻璃，並增加樓地板面積二萬平方米及劇場專業設備等，本年3月19日臺北市政府市政會議通過，本年3月29日向臺北市議會提案；臺北藝術中心啟用後，會鼓勵多搭臺北捷運、少開車，配合整頓與臺北捷運劍潭站之間地下通道，推出搭乘大眾運輸工具可享票價優惠、遠處停車免費接駁、人員疏導等方式；而再往下開挖工程至少再延一年，不可能此時變更設計。
2015年10月6日，台北市市長柯文哲視察臺北表演藝術中心建築工地，民主進步黨臺北市議員王威中當面質問臺北市政府捷運工程局局長周禮良，认为臺北表演藝術中心建築工程進度嚴重落後、不可能如期完工。周禮良回應，大都會建築事務所對工程品質要求非常嚴格，也讓臺北市政府捷運工程局非常困擾，但是捷運工程局非常樂意接受；捷運工程局評估，臺北表演藝術中心將於2016年6月完成主體工程，後續收尾工作、配合驗收工作預計2016年底完工，這是全世界注目的工程、也是非常了不起的藝術，「相信我們，會把這東西蓋好」。柯文哲說，希望臺北表演藝術中心建築工程如期如質完工，不要為了趕工就隨便做，如果有問題就明講；至於工程進度，他相信團隊的專業，若工程延宕，「一定是拔掉」周禮良。
2016年11月11日，王威中召開記者會質疑，理成營造負債超過新臺幣20億元，標下臺北表演藝術中心建築工程是拿該案預付款新臺幣7.6億元現金填補自身財務缺口，並預謀多次提出追加預算，但柯文哲上任後未輕易同意追加預算，因此決定擺爛到底；他質疑，臺北市政府捷運工程局東區工程處、臺北市政府文化局等單位為理成營造護航。同日，臺北市政府捷運工程局東區工程處處長簡哲宏回應，臺北表演藝術中心建築工程完成7成左右，也沒有公共安全的疑慮，「較困難的部分都已完工，理成的倒閉是財務問題而非工程問題」，完成接管及清算的法律程序後預計2個月內就可以重新招標；臺北表演藝術中心外型特別，確實有些工法較為特殊，但東區工程處全都秉持契約與專業規定要求。同日，臺北市政府文化局主任秘書劉得堅回應，臺北表演藝術中心相關預算是用於軟體建設與人才培育，文化局仍會繼續編列；王孟超回應，臺北表演藝術中心籌備處因應理成營造倒閉一事，已簽約實驗檔期表演仍會如期演出，若臺北表演藝術中心未完工則移至其他場地表演。同日，柯文哲說，臺北表演藝術中心建築工程停工原因是私人公司財務問題、不是臺北市政府有違法行為，他於本日上午指示3名副市長組成專案小組，估計不能停工太久，若停工太久「會整個廢掉」。同日，音樂人陳樂融說，臺北表演藝術中心注定無法在柯文哲第一個市長任期內開幕，以柯文哲市府的溝通能力與應變態度，理成營造宣布倒閉絕對是場大災難，但「除了表演藝術圈的人關心外，一般人民大概無感」。

## 組織架構[20]
- 董事長室
- 執行長室
  - 節目部
  - 技術部
  - 研發部
  - 行銷部
  - 顧客部
  - 公關部
  - 物業部
  - 財務部
  - 管理部

## 外部連結
- 臺北表演藝術中心 （页面存档备份，存于）
- 臺北表演藝術中心的Facebook專頁
- YouTube上的臺北表演藝術中心頻道